# Haraszthy Ágoston
Haraszthy Ágoston (Pest, 1812. augusztus 30. – Corinto (Nicaragua), 1869. július 6.) (más források[forrás?] szerint a dél-bácskai Futak településen született) magyar földbirtokos, a pénzügyileg kifizetődő kaliforniai szőlőtermesztés és borászat megalapítója.

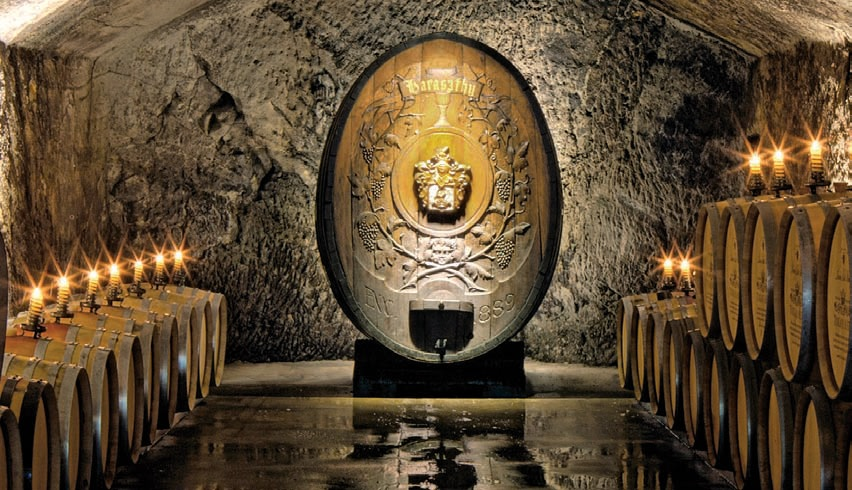
A Haraszthy Ágoston által alapított borászat mai napig logójaként használja felesége családjának ősi címerét.

## Születése, élete Magyarországon
Haraszthy Károly és Fischer Anna Mária gyermekeként született. Eleinte jogi pályára készült, szülőfalujában a megye követévé választották a pozsonyi országgyűlésbe. Itt barátságot kötött Wesselényi Miklóssal és Kossuth Lajossal is. 1833. január 6-án házasságot kötött Dedinszky Eleonórával. A házasságukból hét gyermek született: Géza, Attila, Árpád, Ida, Béla, Otélia és Johanna.
Ahogy az 1830-as években a Habsburg uralkodóház és a nemesek között fokozatosan romlott a viszony, úgy érezte Haraszthy egyre forróbbnak a talajt a lába alatt, illetve ettől az általánosságtól is fontosabb jelentős tényező, hogy sordöntő, szerencsés találkozásai voltak angol és amerikai üzletemberekkel. Kétségtelen, hogy kalandvágy is szerepet játszott abban, hogy utazgatni kezdett, bejárta Nagy-Britanniát és az Egyesült Államokat. Ez utóbbi útjai során sok időt töltött különböző indián törzsekkel, és erről feljegyzéseket is készített, amelyekből aztán 1844-ben könyv jelent meg Éjszakamerikai utazások címmel.

## Kivándorlás az Amerikai Egyesült Államokba
A magyarországi helyzet további romlása és amerikai körútján szerzett tapasztalatai hatására 1840-ben Haraszthy családjával együtt végleg kivándorolt az Egyesült Államokba, és először Wisconsin államban telepedett le, ahol megalapította Haraszthy-falvát (más források szerint Széptájat) (ma Sauk City néven ismert).
1841-ben további utazásokat tett az Államokban, Washingtonban John Tyler elnökkel is találkozott. Ezt követően rövid időre hazatért Magyarországra, ahol meggyőzte apját, hogy számolja fel a családi birtokot, és költözzenek ki mindannyian az USA-ba.
Visszatérése után az újonnan alapított város intenzív fejlesztésébe kezdett, utakat, hidakat, malmot építtetett. Támogatta más európai bevándorlók letelepedését, szükség esetén anyagilag is. Komlótermesztésbe és juhtenyésztésbe fogott, és megalapította a környék első menetrend szerinti gőzhajójáratát is.
Európából hozott szőlőtőkékkel még szőlészetet is alapított, de több év próbálkozás után sem volt megelégedve a termelt bor minőségével. Ráadásul Wisconsin párás éghajlata az asztmájának sem tett jót. Így hát orvosa javaslatára és egy jobb bortermő vidék megtalálása reményében 1848-ban felszámolta wisconsini birtokait, és Kaliforniába költözött. Haraszthy és családja 1849 végére ért San Diegóba, az akkor 650 lelket számláló városba, ahol földet vásárolt, és gyümölcsösöket telepítettt. Hamarosan a helyi üzleti életben és politikában is aktív szerepet vállalt. Egy partnerrel létrehozta az első menetrend szerinti omnibuszjáratokat üzemeltető társaságot, istállót és hentesüzletet hozott létre, és az ingatlanpiacban is érdekelt lett. A tiszteletére elnevezett Haraszthy utca egészen az 1960-as évekig létezett, amikor az autópálya-építés hatásaként eltűnt a térképről.
1850 márciusában San Diego megye első seriffjévé választották, és májusban, amikor a település elnyerte a városi rangot, San Diego első rendőrfőnöke lett. Apja bekerült a városi törvényhozásba, sógora pedig az első kerületi ügyész lett. Később, 1851-ben a terület első képviselőjeként beválasztották a kaliforniai népgyűlésbe. Ekkor lemondott korábbi hivataláról, és Vallejóba, az állam akkori székhelyére költözött.

## A kaliforniai borászat megteremtése
Az 1850-es években érdeklődése egyre inkább a bortermelés felé irányult. Képviselősége idején sokat utazgatott a San Franciscó-i öböl környékén, a szubtropikus San Diegó-i vidéknél alkalmasabb bortermő vidéket keresve. Ezen utazásai során először 210 holdat vásárolt, amit később megtoldott további 650 holddal. A ciklus végén felszámolta San Diegó-i érdekeltségeit, és San Franciscóba költözött.

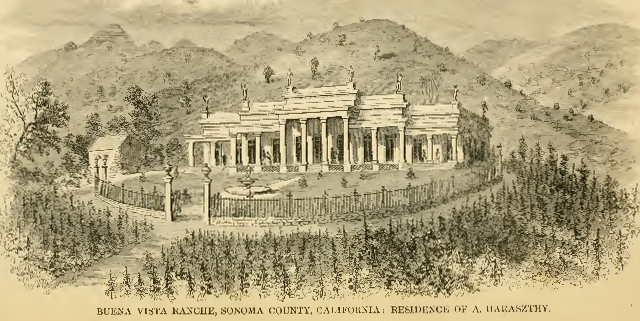
A Buena Vista (1862)

1857-ben látogatást tett a Sonoma-völgyben (en), ahol egyből felismerte a vidék kiváló adottságait, és újabb földterületeket vásárolt. Itt 226 hektáron létesített szőlőtermesztést, borászatát Buena Vistának keresztelte. Ez a borászat a mai napig aktív. Haraszthy hitte, hogy azon a vidéken olyan minőségű borokat lehet termelni, amelyek a legnevesebb európai borokkal is versenyre tudnak kelni. 1861-ben újabb látogatást tett Magyarországon és más európai bortermelő országokban, és több, mint 300 szőlőfajtával tért vissza (a közhiedelemmel ellentétben magyar szőlőfajta nem volt közöttük).
Az európai szőlőfajták azonban nem voltak elég ellenállóak az amerikai kórokozókkal és kártevőkkel szemben. 1866-ban a Buena Vista Borászati Társaságnak komoly anyagi nehézségekkel kellett szembesülnie, amikor a szőlőtőkék jelentős része elpusztult. Emiatt Haraszthy lemondott a gazdaság vezetéséről, 1867-ben pedig csődöt jelentett.

## Halála
Ismét politikai karrierrel próbálkozott, nézetei azonban a kor szelleméhez viszonyítva túl radikálisnak bizonyultak, amikor azt javasolta, hogy egy alkotmánykiegészítéssel adjanak szavazati jogot a volt rabszolgáknak, valamint biztosítsanak egyenlő jogokat az olcsó munkaerőként használt kínai bevándorlóknak.
1868-ban Géza fiával Nicaraguába utazott, ahol cukornádültetvényt vásárolt és rumgyártásba fogott. Felesége és kisebbik lánya hamarosan követte őket, ám alig két hónapra rá neje, Eleonóra meghalt sárgalázban. Ezt követően Haraszthy még egy rövid időre visszatért Kaliforniába, hogy birtokainak ügyét elrendezze. 1869-ben ismét Nicaraguába utazott, ám július 6-án nyoma veszett, amikor egyedül útnak indult, hogy tárgyaljon egy malom megvásárlásáról. Feltételezések szerint egy krokodil falta fel, amikor megkísérelt átkelni egy folyón. Sírja a Corinto melletti Hacienda San Antonióban található.

## Magyarul megjelent művei
- Utazás Éjszakamerikában, 1-2.; Heckenast, Pest, 1844
- Utazás Éjszakamerikában, 1-2. r.; Heckenast, Pest, 1850
- Tizenöt hét indiánok közt; Pallas, Bp., 1926 (Ifjúsági könyvtár)
- www.haraszthystory.hu